# 邢白
邢白（1923年—2008年1月7日），男，江苏如皋人，中华人民共和国政治人物，中共江苏省纪委原书记，江苏省人大常委会原副主任。